# Volby prezidenta USA 2024
Volby prezidenta Spojených států amerických se konaly v úterý 5. listopadu 2024, v tradičním řádném termínu čtyř let od voleb v roce 2020, ve kterých se prezidentem Spojených států amerických stal kandidát Demokratické strany Joe Biden a viceprezidentkou Kamala Harrisová. Jedná se o 60. volby prezidenta Spojených států amerických. Zvolený kandidát se ujal úřadu 20. ledna 2025 složením přísahy při inauguraci. Podle řady věrohodných zdrojů již ze dne 6. listopadu včetně agentury AP, volby vyhrál Donald Trump, když získal více než 270 volitelů potřebných k vítězství. Harrisová další den uznala porážku, a telefonicky mu blahopřála k vítězství.
Prezidentský mandát původně obhajoval Joe Biden. Během primárek si zajistil pozici předpokládaného kandidáta Demokratů, když čelil slabé opozici vyzyvatelů. Bidenův výkon v prezidentské debatě z června 2024 však zesílil obavy o jeho zdravotní stav způsobený stářím, schopnost porazit Trumpa a pokračovat v plnohodnotném výkonu úřadu i po znovuzvolení. Po vnitrostranických výzvách a zesíleném tlaku na odstoupení se 21. července 2024 vzdal nominace a podpořil Kamalu Harrisovou. Stal se tak prvním úřadujícím prezidentem způsobilým k výkonu úřadu od Lyndona B. Johnsona v roce 1968, který se neucházel o znovuzvolení, a vůbec prvním, jenž odstoupil po zajištění dostatku delegátů. Oficiální kandidátkou Demokratů byla Harrisová zvolena 5. srpna 2024 ve virtuálním hlasování delegátů. Za spolukandidáta si vybrala minnesotského guvernéra Tima Walze. Stala se tak prvním nominantem od Huberta Humphreye v roce 1968, který neprošel primárkami, a vůbec prvním demokratickým nominantem na prezidenta ze západu Spojených států amerických.
Bidenův předchůdce v prezidentském úřadu, republikán Donald Trump, se po porážce od Bidena v roce 2020 uchází o znovuzvolení na druhé nenavazující období. Během předvolební kampaně byl Trump 30. května 2024 odsouzen za 34 trestných činů souvisejících s falšováním obchodních záznamů, čímž se stal prvním prezidentem, který byl shledán vinným z trestného činu. Dne 13. července 2024 byl postřelen při pokusu o atentát na předvolebním shromáždění v Pensylvánii. Za spolukandidáta si zvolil ohijského senátora J. D. Vance.
Prezidentské volby se konaly v témže termínu jako volby do jedné třetiny Senátu, Sněmovny reprezentantů, zákonodárných sborů unijních států a volba guvernérů v jedenácti státech Unie a teritoriích Americké Samoi a Portoriku. Mezi prezidentskými kandidáty figuroval také nezávislý Robert F. Kennedy Jr., který měl největší podporu od dob Rosse Perota ve volbách v roce 1992. Dne 23. srpna 2024 však odstoupil a podpořil Trumpa. Dále kandidovali nezávislý kandidát Cornel West, kandidát Libertariánské strany Chase Oliver či socialistická kandidátka Claudia de la Cruzová. Hlavními tématy kampaně se měly stát právo na potrat, bezpečnost hranic a imigrace, zdravotnictví, vzdělávání, ekonomika, zahraniční politika, práva LGBT osob, změna klimatu a demokracie.

## Pozadí

### Procedura
Druhý článek Ústavy Spojených států amerických stanovuje, že aby se osoba mohla stát prezidentem, musí být přirozeně narozeným občanem USA, musí jí být nejméně 35 let a musí ve Spojených státech pobývat nejméně 14 let. Dvaadvacátý dodatek zakazuje, aby byla jakákoli osoba zvolena prezidentem více než dvakrát. Kandidáti velkých stran usilují o nominaci prostřednictvím řady primárních voleb, z nichž se vybírají delegáti, kteří kandidáta volí na celostátním sjezdu strany. Na celostátním sjezdu každé strany se vybírá kandidát na viceprezidenta, který tvoří kandidátní listinu dané strany. Kandidát na prezidenta si obvykle vybírá svého spolukandidáta, kterého poté schvalují delegáti na sjezdu strany.
Listopadové všeobecné volby jsou volbami nepřímými, v nichž voliči odevzdávají hlasy pro kandidátní listinu členů sboru volitelů; tito volitelé pak přímo volí prezidenta a viceprezidenta. Volební úřady se potýkají se zvýšeným pracovním zatížením a veřejnou kontrolou, a proto úředníci v mnoha klíčových státech usilují o více finančních prostředků na zaměstnání většího počtu pracovníků, zlepšení bezpečnosti a rozšíření školení. Tento požadavek se objevuje ve chvíli, kdy se řada volebních úřadů potýká s nárůstem odchodů do důchodu a záplavou požadavků na veřejné záznamy, což je částečně způsobeno volební nedůvěrou zasetou prohrou bývalého prezidenta Donalda Trumpa ve volbách v roce 2020.

### Volební mapa

#### Dopady sčítání lidu v roce 2020

Stranický příklon během prezidentských voleb 2020. Státy, které se převrátily od roku 2016 jsou zbarveny šedě.

Jedná se o první prezidentské volby v USA, které se uskuteční po přerozdělení hlasů ve Sboru volitelů Spojených států amerických po sčítání lidu v roce 2020. Pokud by výsledky voleb v roce 2020 zůstaly stejné (což se v historii prezidentských voleb nikdy nestalo), měli by Demokraté v roce 2024 303 hlasů volitelů oproti 235 hlasům Republikánů, což je mírná změna oproti 306 hlasům Bidena a 232 hlasům Trumpa. To znamená, že demokraté ztratili v důsledku přerozdělení čistě 3 hlasy volitelů. Toto rozdělení hlasů ve sboru volitelů zůstane zachováno pouze do voleb v roce 2028. Přerozdělení bude znovu provedeno po sčítání lidu Spojených států v roce 2030.

#### Historické pozadí
V posledních prezidentských volbách většina států nebyla konkurenceschopná, protože demografické údaje je pevně drží za jednou z hlavních stran. Vzhledem k povaze sboru volitelů to znamená, že pro vítězství v prezidentských volbách mají zásadní význam různé swing states - konkurenční státy, které „kolísají“ mezi Demokratickou a Republikánskou stranou. V současné době k nim patří státy v Rezavém pásu, jako je Wisconsin, Michigan a Pensylvánie, a státy ve Slunečním pásu, jako je Nevada, Arizona a Georgie. Za nerozhodný stát, na kterém politické strany svádějí boj, lze považovat také Severní Karolínu, a to kvůli těsnému výsledku v předchozích prezidentských volbách, v nichž Trump zvítězil pouze o 1,34%, dále Minnesotu, New Hamsphire, Virginii a druhý volební okrsek Nebrasky. V důsledku postupných demografických změn se některé bývalé rozhodující státy, jako je Iowa, Ohio a Florida, výrazně přiklonily na stranu republikánů, což je zvýhodňuje v budoucích celostátních a místních volbách. Mezitím se státy jako Colorado a Nové Mexiko znatelně posunuly k demokratům a tato strana se tam stala dominantní politickou silou. Více než dříve s k demokratům přiklání Texas, u nějž se však v těchto volbách nepředpokládá prohra republikánů.
Demokratická volební koalice, kterou volí „modré státy“, dosahuje nejlepších výsledků mezi židovskými a černošskými voliči, bělochy, kteří jsou bohatí, mají vysokoškolské vzdělání nebo žijí ve městech. Dělničtí voliči byli také oporou demokratické koalice od dob New Dealu, ale od 70. let 20. století jich mnoho přeběhlo k republikánům, protože Demokratická strana se v kulturních otázkách posunula výrazně doleva. Naopak tradiční republikánská koalice, která dominuje mnoha „červeným státům“, se skládá především z bílých voličů z venkova, evangelikálů, starších lidí a voličů bez vysokoškolského vzdělání. Republikáni si od 50. let 20. století historicky vedli dobře také u voličů z předměstí, ze střední třídy, ale tento blok se jim v posledních letech vzdálil v důsledku hnutí Tea Party a později hnutí Make America Great Again.

### Třetí strany
Ačkoli si nezávislí kandidáti/ kandidáti třetích stran často vedou lépe v průzkumech než ve skutečných volbách, první průzkumy naznačovaly, že v roce 2024 mohli mít kandidáti třetích stran silný úspěch. Kandidáti třetích stran měli v průzkumech nejsilnější výsledky od dob vysokých volebních výsledků Rosse Perota v 90. letech 20. století. Obzvláště vysokých výsledků v průzkumech dosahoval Robert F. Kennedy mladší, který se vzdal primárek Demokratické strany a kandidoval jako nezávislý, nicméně v srpnu 2024 se kandidatury vzdal a podpořil Trumpa.

## Zásahy do voleb

### Snahy o zásahy ze strany Donalda Trumpa

Aby zasel pochybnosti o volbách, zintenzivnil Trump před volbami v roce 2024 ve srovnání s předchozími dvěma volbami používání výroků o „zmanipulovaných volbách“ a „vměšování do voleb“

Donald Trump lhal o tom, že v prezidentských volbách v roce 2020 došlo k podvodu na voličích, a i v červnu 2024 pokračoval v popírání výsledků voleb. Odborníci na bezpečnost voleb varovali, že úředníci, kteří popírají legitimitu prezidentských voleb v roce 2020, se mohou pokusit zabránit procesu hlasování nebo odmítnout potvrdit výsledky voleb v roce 2024. V období před volbami Republikánská strana uváděla nepravdivá tvrzení o masovém hlasování přistěhovalců bez občanství.
Tato tvrzení jsou součástí širšího hnutí popírajícího volby ve Spojených státech. Trump pokračuje v šíření své „velké lži“ o ukradených volbách a bez důkazů tvrdí, že volby v roce 2024 budou zmanipulované. Od oznámení své kandidatury v roce 2024 Trump zhruba jednou denně neopodstatněně tvrdil, že proti němu byla použita nějaká verze „zásahu do voleb“ (v angličtině „election interference“). Trump lživě obvinil Bidena, že „vyzbrojil“ ministerstvo spravedlnosti, aby se zaměřilo na jeho osobu v souvislosti s jeho trestními procesy. Trump a několik republikánů prohlásili, že výsledky voleb v roce 2024 nepřijmou, pokud se budou domnívat, že jsou nespravedlivé.
Trumpovy dřívější výroky, v nichž naznačoval, že může „zrušit“ ústavu, aby zvrátil svou volební prohru, jeho tvrzení, že bude diktátorem pouze první den svého prezidentství, a jeho slib, že využije ministerstvo spravedlnosti k pronásledování svých politických nepřátel, jeho plán použít zákon o povstání z roku 1807 k nasazení armády v demokratických městech a státech, pokusy o zvrácení prezidentských voleb ve Spojených státech v roce 2020, pokračující snahy republikánů omezit hlasování po prezidentských volbách v roce 2020, Trumpovy nepodložené předpovědi o podvodech při hlasování ve volbách v roce 2024 a Trumpovo veřejné přijetí a oslava útoku na Kapitol Spojených států z 6. ledna, vyvolávají obavy o stav demokracie v Americe.

### Snahy Republikánské strany
Deník The Washington Post v červnu 2024 informoval o náznaku, že republikáni na úrovni okresů ve státech, kde se hlasuje, se možná chystají zpochybnit a odložit potvrzení výsledků hlasování. Taková zpoždění by mohla způsobit, že některý stát promešká lhůty, které zajišťují, že jeho hlasy ve sboru volitelů budou dne 6. ledna 2025 započítány ve Washingtonu. Ve čtyřech státních volbách od roku 2020 okresní volební úředníci zadržovali certifikace s odvoláním na nedůvěru v hlasovací zařízení nebo chyby v hlasovacích lístcích, ačkoli nemohli předložit důkazy o skutečných podvodech při hlasování; certifikace poté proběhly po státních intervencích, které zahrnovaly varování před možným (a v Arizoně i skutečným) trestním stíháním.
Aktivisté za volební práva se obávali, že pokračující falešná obvinění z volebních podvodů od roku 2020 by mohla vést ke společenským nepokojům, pokud by snahy o odložení certifikací na místní úrovni byly zrušeny státními úředníky nebo soudy. Neschopnost některého státu nechat 6. ledna sečíst hlasy v kolegiu volitelů by mohla vést k tomu, že žádný z prezidentských kandidátů nedosáhne minimálního počtu 270 hlasů volitelů, což by způsobilo, že volby by byly svrženy do Sněmovny reprezentantů. V takovém případě by o výsledku voleb rozhodl prostý většinový součet státních delegací, přičemž se očekává, že po volbách budou nadpoloviční většinu držet nadále republikáni.
Deník The New York Times v červenci 2024 informoval, že „Republikánská strana a její konzervativní spojenci vedou bezprecedentní právní kampaň zaměřenou na americký volební systém“ a systematicky hledají slabá místa. Snaha zahrnuje omezení hlasování a zkrácení procesu certifikace v případě Trumpovy prohry. Republikánská strategie zahrnuje nejprve přesvědčování voličů, že volby se chystají ukrást demokraté, přestože chybí důkazy. Po volbách, pokud Trump prohraje, by se právníci pokusili zpochybnit desetiletí ustálené právo týkající se způsobu certifikace voleb.

### Zásahy cizích mocností
Současní i bývalí američtí představitelé uvedli, že zahraniční zásahy do voleb v roce 2024 jsou pravděpodobné. Jako tři hlavní faktory uváděli „prohlubující se americkou vnitropolitickou krizi, krach kontroverzních pokusů o kontrolu politických projevů na sociálních sítích a vzestup generativní umělé inteligence.“

#### Čína
Čína byla označena za zemi, která zasahuje do voleb v roce 2024 prostřednictvím propagandistických a dezinformačních kampaní spojených s operací Spamouflage. Americké zpravodajské agentury popsaly, že toto úsilí nebylo zaměřeno na žádného konkrétního kandidáta, ale soustředilo se na otázky důležité pro Peking, jako je Tchaj-wan, a „podkopávalo důvěru ve volby, hlasování a USA obecně.“ Již 1. dubna 2024 deník The New York Times informoval, že čínská vláda vytvořila na sociálních sítích falešné pro-trumpovské účty, které propagovaly konspirační teorie, podněcovaly domácí rozpory a útočily na prezidenta Bidena před listopadovými volbami.

#### Rusko
Podle odborníků na dezinformace a zpravodajských agentur šířilo Rusko před volbami v roce 2024 dezinformace, aby poškodilo Joea Bidena a demokraty, podpořilo kandidáty podporující izolacionismus a podkopalo podporu pomoci Ukrajině a NATO. Dne 4. září 2024 Spojené státy veřejně obvinily Rusko z vměšování do voleb v roce 2024 a oznámily několik kroků v boji proti ruskému vlivu, včetně sankcí, obvinění a zabavení webových domén používaných k šíření propagandy a dezinformací. Americké zpravodajské služby vyhodnotily, že Rusko dává přednost Trumpovu vítězství, protože ho považuje za kritičtějšího vůči americké podpoře Ukrajiny. Dne 5. září 2024 ruský prezident Vladimir Putin prohlásil, že dává přednost Harrisové před Trumpem z důvodu jejího „nakažlivého“ smíchu. Tato zpráva byla médii i odborníky přijata skepticky, neboť se domnívali, že jde o snahu vrhnout špatné světlo na demokratickou kandidátku.

#### Írán
Bylo zjištěno, že Írán zasahuje do prezidentských voleb v roce 2024 prostřednictvím krycích společností napojených na Islámské revoluční gardy, a to prostřednictvím hackerských pokusů proti kampaním Trumpa, Bidena i Harrisové. Írán zahájil propagandistické a dezinformační kampaně prostřednictvím falešných zpravodajských webových stránek a účtů na sociálních sítích s cílem vychýlit volby v neprospěch bývalého prezidenta Trumpa (zaměřil se však i na demokratické kandidáty). Deník The New York Times uvedl, že tyto snahy byly pokusem o „zasetí vnitřních rozporů a širší diskreditaci demokratického systému ve Spojených státech v očích světa.“

## Témata voleb

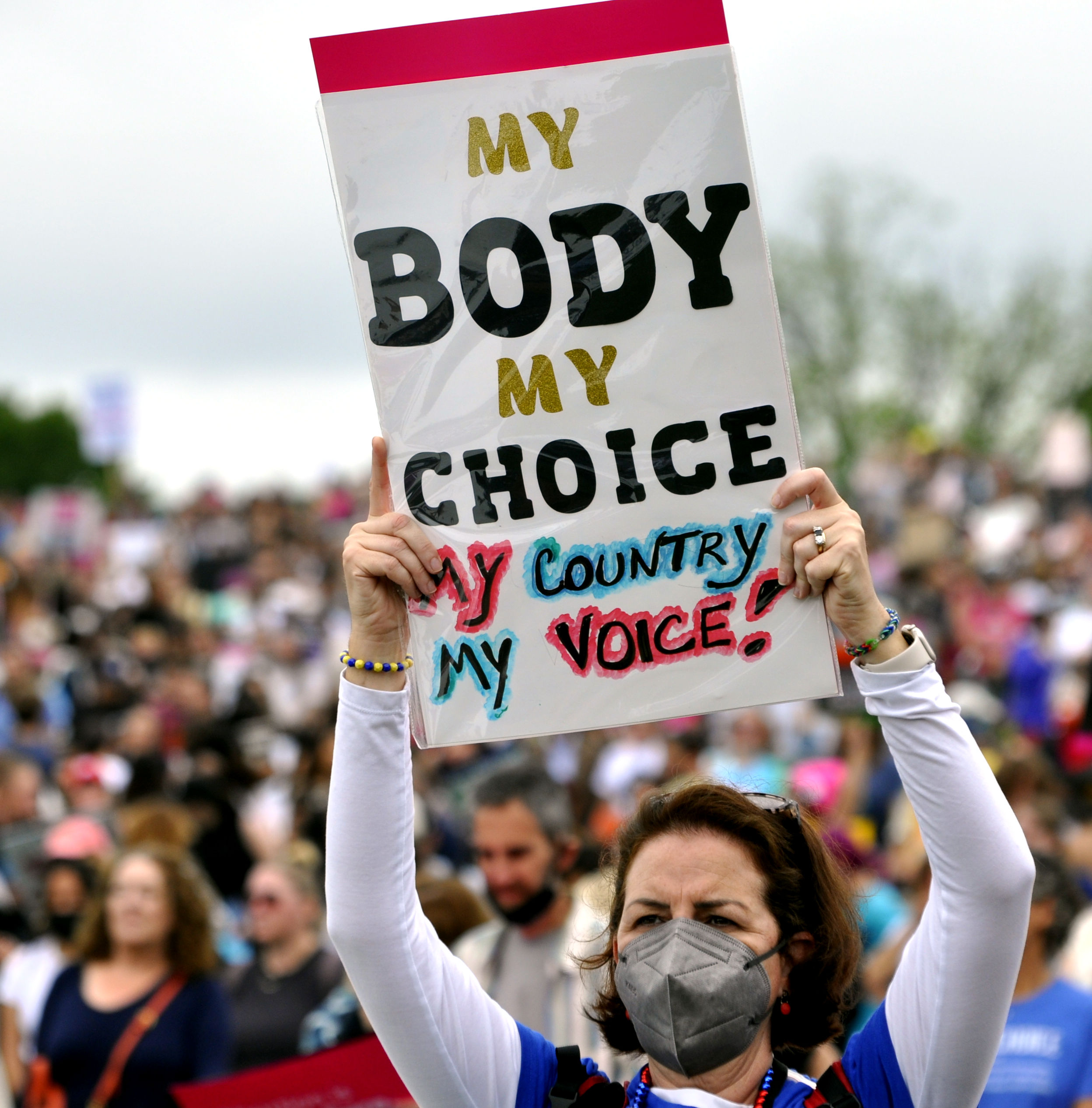
Protestující za práva na potrat ve Washingtonu dne 14. května 2022 v rámci protestní akce Bans Off Our Bodies po úniku návrhu stanoviska rušícího rozsudek Roe v. Wade

### Potraty
Očekávalo se, že přístup k potratům bude během kampaně jedním z klíčových témat. Jedná se o první prezidentské volby, které se konají po dvou významných soudních rozhodnutích, jež ovlivnila přístup k potratům. Prvním je rozhodnutí Dobbs vs. Jackson Women's Health Organization z roku 2022, kterým Nejvyšší soud Spojených států zrušil rozsudek Roe vs. Wade a ponechal potratové právo zcela na státech, včetně zákazu interrupcí. Druhým je rozhodnutí Alliance for Hippocratic Medicine vs. U.S. Food and Drug Administration z roku 2023, ve kterém federální soudce v severozápadním Texasu zrušil schválení FDA pro mifepriston, což mohlo potenciálně stáhnout tento lék z trhu, pokud by jej potvrdily vyšší soudy. Oba rozsudky získaly silnou podporu republikánských politiků a zákonodárců.
Demokraté převážně podporují vnímání přístupu k potratům jako právo, zatímco republikánští politici jsou obecně nakloněni výraznému omezení legálnosti potratů. Do dubna 2023 přijala velká většina republikány ovládaných států téměř úplný zákaz potratů, čímž se potraty staly „do značné míry nelegálními.“ Podle Kaiser Family Foundation existuje 15 států, které mají de iure zákaz potratů v raném stadiu (bez výjimek pro znásilnění nebo incest).
Trump se přihlásil k zásluhám o zrušení rozsudku v kauze Roe vs Wade, ale kritizoval republikány, kteří prosazují úplný zákaz potratů. Trump prohlásil, že ponechá otázku potratů na rozhodnutí států, ale umožní republikánským státům sledovat těhotenství žen a stíhat je v případě, že podstoupí potrat. Od doby, kdy se stala předpokládanou kandidátkou, Kamala Harrisová vyjádřila podporu přijetí zákona, který by obnovil federální ochranu práva na potrat dříve zaručenou právě výše zmíněným rozsudkem.

### Demokracie

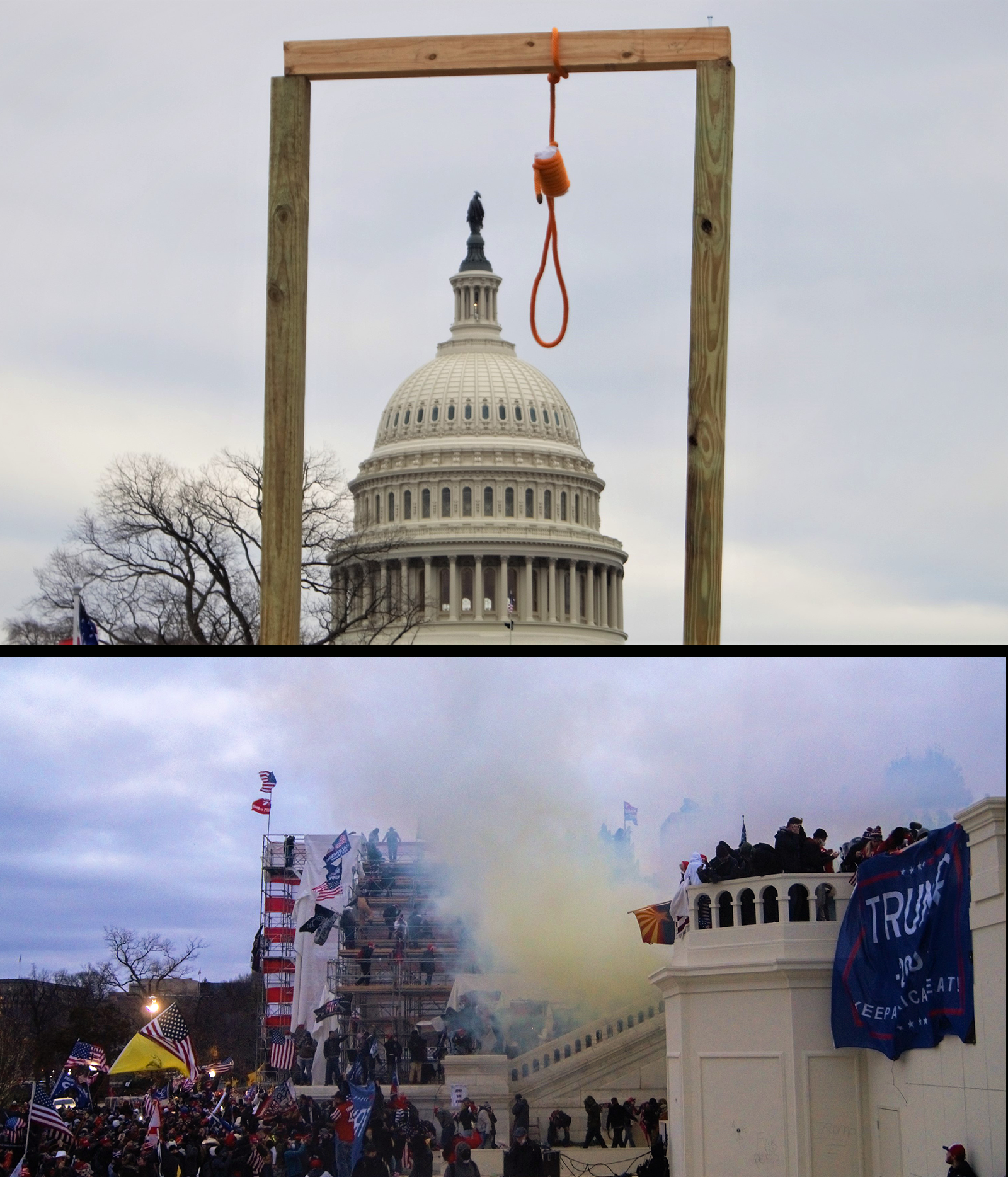
Volby se uskuteční jako první prezidentské volby po předchozích Trumpových pokusech zvrátit volby v roce 2020 a po útoku na Kapitol Spojených států z 6. ledna. Přicházejí také uprostřed Trumpova federálního obvinění z pokusu o zvrácení voleb 2020 a účasti na útoku a obvinění z vydírání během pokusu o zvrácení vítězství Joea Bidena ve státě Georgia.

Průzkumy veřejného mínění před volbami ukázaly hlubokou nespokojenost se stavem americké demokracie. Očekávalo se, že demokracie bude ve volbách v roce 2024 velkým tématem. Průzkum agentury AP-NORC provedený mezi 30. listopadem a 4. prosincem 2023 mezi 1 074 dospělými obyvateli USA zjistil, že 62 % dospělých uvedlo, že demokracie může být ohrožena v závislosti na tom, kdo vyhraje příští volby.
Liberálové se přiklánějí k názoru, že konzervativci ohrožují zemi křesťanskými nacionalistickými autokratickými tendencemi a jejich snahou zvrátit volby v roce 2020. Někteří republikáni se obávají, že Trumpův bývalý impeachment a čtyři trestní obvinění jsou pokusy ovlivnit volby a udržet ho v úřadu, nicméně neexistují žádné důkazy o tom, že by Trumpovy trestní procesy byly „zásahem do voleb“, který by zorganizoval Joe Biden a Demokratická strana. Trump opakovaně nepravdivě tvrdí, že volby v roce 2020 byly zmanipulovány a ukradeny právoplatnému vítězi, tedy jemu.
Kampaň Donalda Trumpa v roce 2024 byla médii kritizována za stále násilnější a autoritářské výroky, k nimž se podle některých názorů Trumpova kampaň záměrně přiklání. Trumpovy dřívější výroky, v nichž naznačoval, že může „ukončit“ platnost ústavy, aby zvrátil svou volební prohru, jeho tvrzení, že by byl diktátorem pouze „první den“ svého prezidentství, jeho slib, že využije ministerstvo spravedlnosti k tomu, aby šlo po jeho politických nepřátelích, pokusy zvrátit prezidentské volby ve Spojených státech v roce 2020, pokračující snahy republikánů omezit hlasování po prezidentských volbách v roce 2020 a Trumpovy nepodložené předpovědi o podvodech při hlasování ve volbách v roce 2024, vyvolávají obavy o stav demokracie v Americe.
Trumpova kampaň byla poznamenána používáním stále více dehumanizující a násilné rétoriky vůči jeho politickým nepřátelům. Trump slíbil omilostnit osoby obviněné z účasti na útoku na Kapitol 6. ledna 2021 a obviněné označil za „rukojmí“ a „velké, velké vlastence.“ Trump zlehčoval, ale nevyloučil násilí v případě jeho prohry.
Očekávalo se, že Joe Biden bude volby rámovat jako bitvu o demokracii, což je ozvěnou Bidenova rámování současné geopolitiky jako „bitvy mezi demokracií a autokracií.“ Joe Biden již dříve uvedl demokracii a „bitvu o duši našeho národa“ jako klíčové poselství své úspěšné kandidatury v roce 2020 a od oznámení své kandidatury v prezidentských volbách 2020 se opakovaně dotkl otázky demokracie. Harrisová byla Bidenem pověřena ochranou demokracie prostřednictvím legislativy o volebních právech, a to prostřednictvím práce na zákoně For the People Act. Harrisová podpořila snahy na ochranu volebních pracovníků a proti snahám republikánů omezit hlasování po prezidentských volbách v roce 2020. Harrisová taktéž prohlašuje, že podporuje snahy o zlepšení rasové spravedlnosti. Harrisová již dříve podpořila zákon o v policejní práci vycházející z vraždy George Floyda. Harrisová podpořila demilitarizaci policejních oddělení, ale postavila se proti výzvám části společnosti na škrtání rozpočtů policejním složkám.

### Klimatická krize
Harrisová se zasazuje o environmentální spravedlnost při řešení dopadu změny klimatu na oblasti s nižšími příjmy a barevné obyvatelstvo. Za Bidena podpořila jeho legislativu týkající se klimatu, přičemž pomohla schválit zákon o snížení inflace, který je největší investicí do řešení klimatických změn a čisté energie v historii USA. Za Bidena však došlo také k rekordní těžbě ropy v USA, kdy více než 13,2 milionu barelů ropy denně překonalo 13 milionů barelů denně vytěžených na vrcholu Trumpova prezidentství a k povolení těžby ropy na Aljašce. Harrisová ve své kampani uvedla, že nepodporuje zákaz frakování.
Trump je známý jako popírač klimatických změn. Trump svou energetickou politiku opakovaně označil mantrou „drill, baby, drill“ („těžit, baby, těžit!“), slíbil zvýšit těžbu ropy na veřejných pozemcích a nabídnout daňové úlevy producentům ropy, plynu a uhlí. Trump prohlásil, že jeho cílem je, aby Spojené státy měly nejnižší náklady na elektřinu a energii ze všech zemí světa. Trump slíbil zrušit iniciativy týkající se elektromobilů, navrhl odchod z Pařížské dohody o klimatu a zrušení několika ekologických předpisů.

### Ekonomika

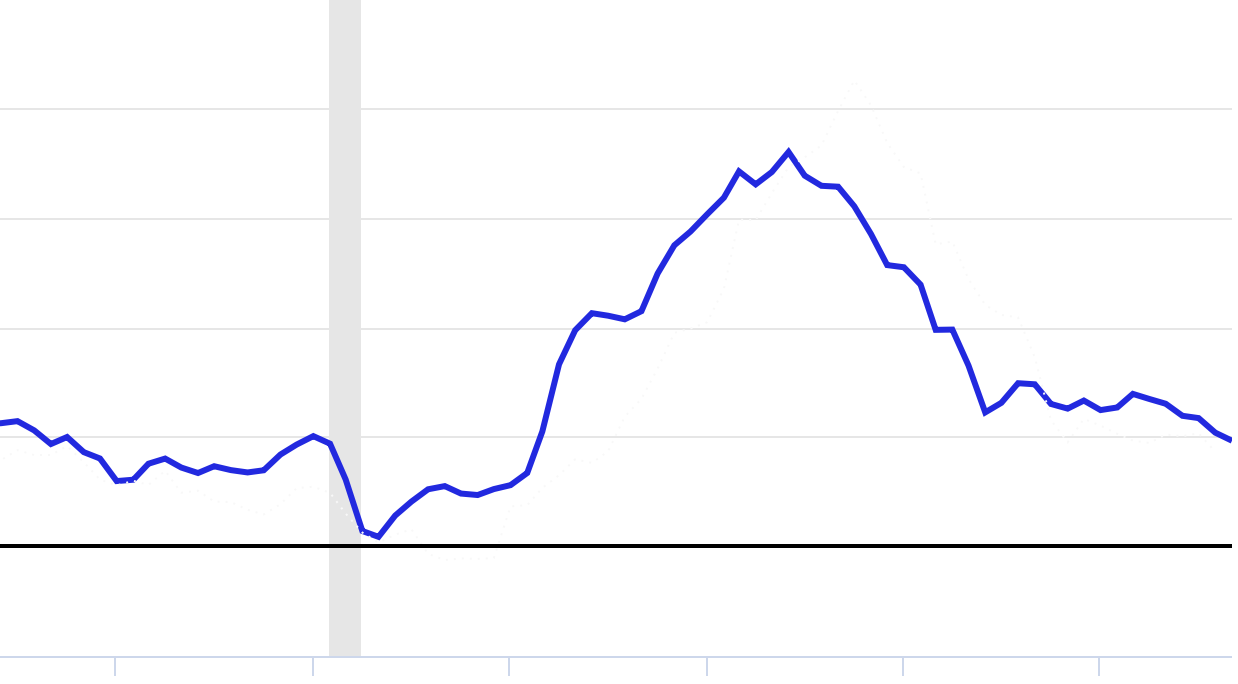
Prudký nárůst inflace po skončení pandemie covidu-19 v USA (modře) a v Evropské unii (šedá čárka). Svislá šedá čára označuje začátek COVIDu

Pandemie covidu-19 po sobě zanechala významné ekonomické dopady, které budou pravděpodobně přetrvávat i v roce 2024. V roce 2021 začalo období vysoké inflace, způsobené souběhem událostí včetně pandemie a krize dodavatelského řetězce, které pak ještě umocnily ekonomické dopady ruské invaze na Ukrajinu v roce 2022. Průzkumy veřejného mínění ohledně Bidenova postupu v ekonomice jsou od konce roku 2021 trvale negativní. Voliči často uvádějí ekonomické otázky jako hlavní téma pro volby v roce 2024.
Hospodářský pokles v důsledku pandemie postihl zejména ženy, zejména ty, které opustily zaměstnání kvůli povinnostem péče o děti. Jako metody, které měly pomoci ekonomické situaci rodičů, byla zavedena dočasná opatření v oblasti péče o děti, včetně rozšířené daňové úlevy na děti v rámci amerického záchranného plánu, která však před volbami v roce 2024 vyprší.

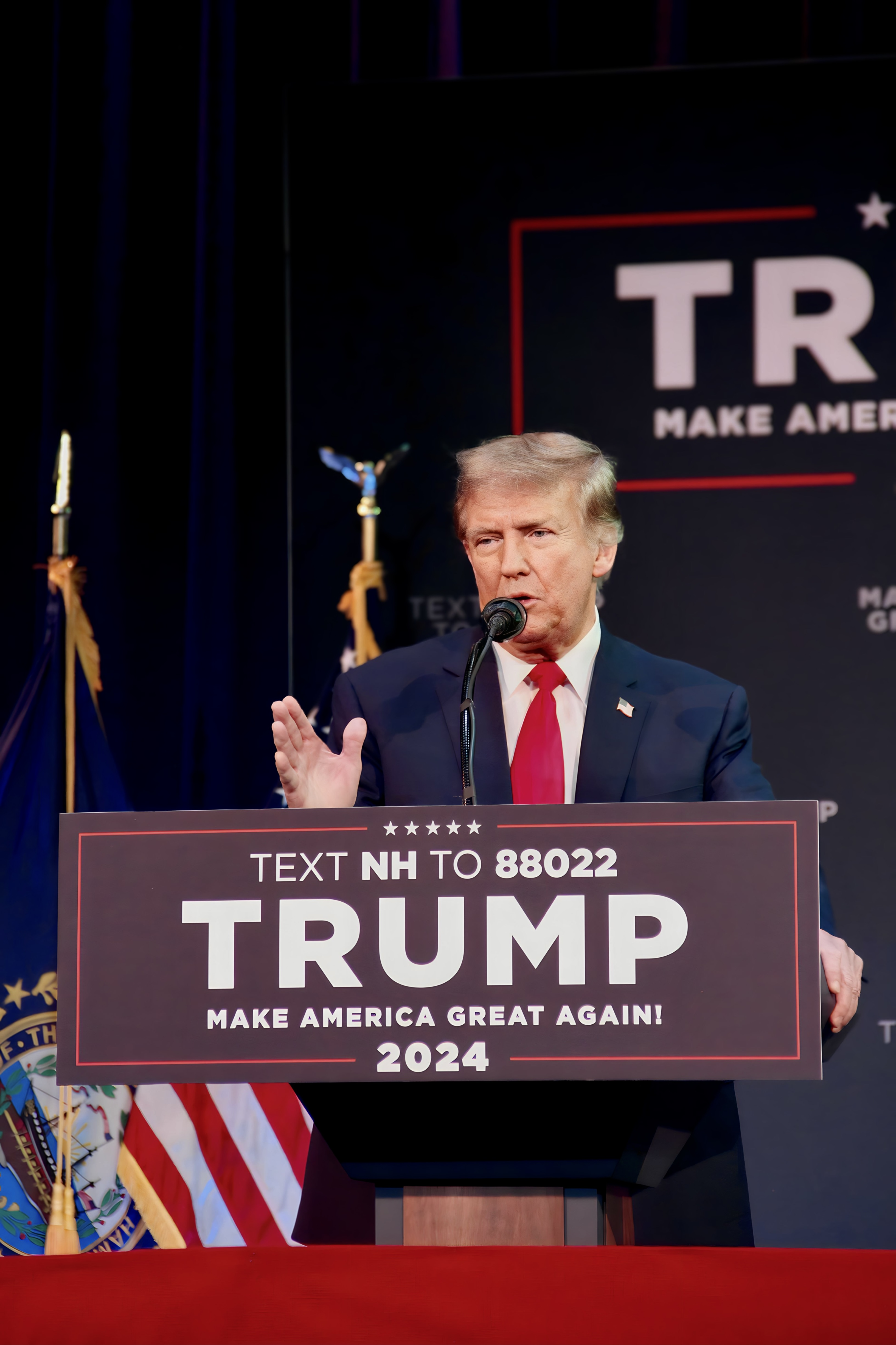
Trump slibuje navýšení cla a snížení daní korporacím, za což čelí kritice odborných ekonomů, kteří varují před nárůstem inflace

Kamala Harrisová navrhla zvýšit sazbu daně z příjmu korporací na 28 %, zvýšit daň z kapitálových výnosů na nejvyšší úrovni na 45 % a zavést 25% daň z nerealizovaných kapitálových výnosů pro fyzické osoby s čistým jměním nad 100 milionů dolarů. Harrisová podporuje ekonomické posílení střední třídy a její program se dá shrnout jako proodborářský. Harrisová prosazovala přijetí zákona o investicích do infrastruktury a pracovních místech, financování malých podniků a v minulosti jako senátorka podpořila zákon o daňové úlevě ve výši 6 000 dolarů pro rodiny se středními a nízkými příjmy. Harrisová slíbila, že se bude zabývat zdražováním, sníží náklady, zakáže skryté poplatky a poplatky z prodlení u finančních institucí, omezí „nespravedlivé“ zvyšování nájemného a omezí náklady na léky na předpis, což by podle ní „snížilo náklady a ušetřilo mnoha rodinám ze střední třídy tisíce dolarů ročně.“ Deník The New York Times popsal Harrisovou jako zastánkyni „myšlenky, že federální vláda musí jednat agresivně, aby podpořila konkurenci a napravila deformace na soukromých trzích“. Viceprezidentka navrhla zvýšit daně korporacím a lidem s vysokými příjmy, aby se financovaly služby pro nižší a střední třídu a snížil deficit. Rovněž navrhla daňové úlevy pro společnosti přinášející ekonomický prospěch, například při výrobě technologií pro boj s globálním oteplováním a při výstavbě cenově dostupného bydlení. Taktéž vyjádřila podporu oddlužení studentů
Donald Trump naopak navrhl další snížení daní fyzických a právnických osob nad rámec svého předchozího snížení daní v roce 2017. Trump argumentoval, že zachování nízkých daní pro bohaté zvyšuje tvorbu pracovních míst a že tato politika spolu s omezením nelegální imigrace a snížením inflace pomůže střední třídě. Trump slibuje snížení regulace podnikání, včetně snížení ochrany životního prostředí. Taktéž prohlásil, že deportace milionů přistěhovalců sníží ceny bydlení. Trumpova deklarovaná obchodní politika zahrnuje oddělení Spojených států od globální ekonomiky a to, že se země stane samostatnější a bude uplatňovat svou moc prostřednictvím individuálních obchodních jednání. Toho by bylo dosaženo prostřednictvím univerzálního základního cla ve výši 10 % na veškerý dovoz, se zvýšenými sankcemi v případě, že obchodní partneři manipulují se svou měnou nebo se dopouštějí nekalých obchodních praktik. Trump vyzval k zavedení 100% cla na automobily vyrobené mimo USA a minimálně 60% cla na čínské zboží. Trump uvedl, že hodlá naléhat na Kongres, aby přijal svůj zákon o recipročním obchodu, který by propůjčil prezidentskou pravomoc uvalit reciproční clo na jakoukoli zemi, která by takové clo uvalovala na Spojené státy. Deník The Washington Post v lednu 2024 uvedl, že se Trump připravuje na rozsáhlou obchodní válku. Obchodní politika bývalého prezidenta je označována za protekcionistickou, neomerkantilistickou či autarkistickou.
Stále častější kritikou Trumpových ekonomických plánů se později stalo zvyšování inflace. V červnu 2024 podepsalo 16 nositelů Nobelovy ceny za ekonomii otevřený dopis, v němž tvrdili, že Trumpova fiskální a obchodní politika spolu se snahou omezit nezávislost Federálního rezervního systému znovu vyvolá inflaci ve Spojených státech. Agentura Moody's a většina ekonomů oslovených plátkem Wall Street Journal v červenci 2024 předpovídají, že inflace bude za Trumpa horší než za Bidena, což bude částečně způsobeno cly, potlačením nelegální imigrace a většími deficity.

### Vzdělávání
Za Bidenovy administrativy bylo vydáno několik kol odpouštění studentských půjček v celkové výši přes 32 miliard dolarů. V srpnu 2022 byl představen plán, který by zrušil dluh ze studentských půjček ve výši 10 000 dolarů pro svobodné absolventy, kteří vydělávají méně než 125 000 dolarů, nebo pro manželské páry, které vydělávají méně než 250 000 dolarů. 20 000 dolarů by bylo zrušeno pro dlužníky Pell Grants, programu zaměřeného na poskytování pomoci v nouzi. V červnu 2023 byl tento plán zrušen rozhodnutím Nejvyššího soudu v případu Biden v. Nebraska. Biden hodlá zavést nové metody oddlužení studentů, které budou pracovat s ohledem na rozhodnutí Nejvyššího soudu. Biden uvedl, že prioritou případného druhého funkčního období bude nabídka všeobecných služeb předškolního vzdělávání a také podpora pečujících osob.
Někteří republikánští kandidáti a potenciální kandidáti považují vzdělávání za vítězné téma kampaně. Zatímco státy vedené demokraty, jako Connecticut, Delaware, Maine nebo Rhode Island, přijaly zákony, které vyžadují výuku afroamerické historie, v desítkách států byly vytvořeny zákony, které brání výuce kritické rasové teorie, akademické disciplíny zaměřené na zkoumání rasové nerovnosti. Zastánci těchto zákonů tvrdí, že rozhovory o rasové identitě nejsou vhodné pro školní prostředí. Kritici zákonů proti kritické rasové teorii tvrdí, že vybílí americké dějiny a působí jako paměťové zákony, které přepisují veřejnou paměť o historii USA.

### Zahraniční politika

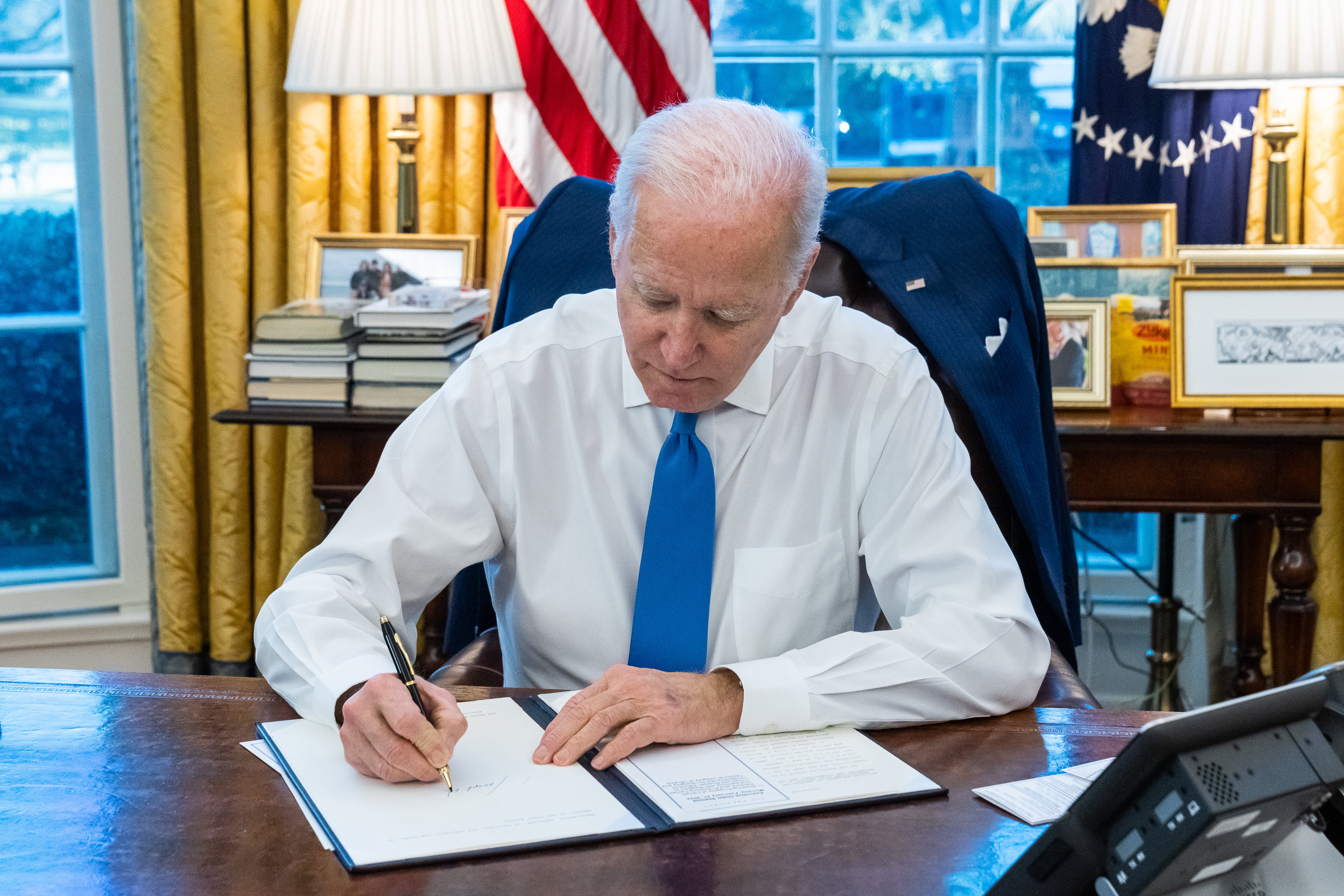
Joe Biden podepisuje v únoru 2022 výkonné nařízení č. 14065 v reakci na hrozící ruskou invazi na Ukrajinu. Po začátku války poskytly Spojené státy Ukrajině vojenskou pomoc v hodnotě miliard dolarů.

Významnými tématy kampaně měly být probíhající válka mezi Izraelem a Hamásem a ruská invaze na Ukrajinu.
Spojené státy poskytly Ukrajině významnou vojenskou a humanitární pomoc po celou dobu ruské invaze na Ukrajinu. Demokratičtí politici a značná část republikánských politiků tento plán podpořili s argumentem, že Spojené státy mají hrát významnou roli při „ochraně demokracie a boji proti ruské agresi.“ Někteří kandidáti, včetně Rona DeSantise a Donalda Trumpa, tvrdí, že Ukrajina a potlačení ruské intervence by neměly být významným zájmem Spojených států a že plán by měl být omezenější, Vivek Ramaswamy je pro ukončení americké vojenské pomoci Ukrajině a uznal by ruská anektovaná území.
Během války mezi Izraelem a Hamásem Biden oznámil „jednoznačnou“ vojenskou podporu Izraeli a odsoudil akce Hamásu a dalších palestinských ozbrojenců jako terorismus. Biden požádal Kongres o pomoc Izraeli ve výši 10,6 miliardy dolarů. V říjnu pak prezident odletěl do Izraele, kde se setkal s prezidentem i premiérem a opětovně jim vyjádřil podporu. Kennedy odsoudil útoky Hamásu na izraelské civilisty a deklaroval podporu pomoci Izraeli. Republikáni se vyjádřili pro podporu Izraele. Donald Trump dne 12. října 2023 prohlásil, že Izrael nebyl připraven a musí posílit svou obranu. Za to byl kritizován dalším republikánským kandidátem Ronem DeSantisem, který jej odsoudil za kritiku Izraele.
Po útoku Hamásu na Izrael v roce 2023 Harrisová silně podpořila izraelskou ofenzívu a prohlásila, že „hrozba, kterou Hamás představuje pro izraelský lid, musí být eliminována“. Od té doby však postup Izraele, včetně jeho porušování lidských práv či blokování humanitární pomoci a humanitární krizi v Gaze kritizovala. V březnu 2024 se Harrisová postavila proti izraelské invazi do Rafáhu, vyzvala k okamžitému příměří v Gaze a uvedla, že situace v Gaze je „humanitární katastrofou“. Harrisová se vyslovila pro „odklon od Pekingu“, což je politika, která podporuje snižování ekonomické závislosti Západu na Číně. Očekávalo se, že bude pokračovat v prohlubování amerických aliancí v Asii a Tichomoří se záměrem omezit rostoucí moc Číny, a to jak ekonomicky, tak vojensky.
74 % židovských voličů vyjádřilo souhlas s podporou Joea Bidena Izraeli. Bidenova podpora Izraele výrazně poškodila podporu muslimů pro demokraty v průzkumech veřejného mínění. Průzkumy ukázaly značný rozkol mezi názorem elit na tuto válku, které se v drtivé většině postavily na stranu Izraele, a širokou veřejností. 66 % Američanů nesouhlasí s americkou vojenskou pomocí Izraeli a domnívá se, že Spojené státy by v izraelsko-palestinském konfliktu „měly být neutrálním prostředníkem,“ nikoliv stát na jedné ze stran. 66 % voličů ve věku 18 až 34 let nesouhlasí s postupem Izraele během války a 20 % jej schvaluje, zatímco většina stojí v konfliktu převážně na straně Palestinců.

### Zdravotní péče
Zdravotnictví je ve Spojených státech dlouholeté téma. Nejen zdravotní zařízení, ale také zdravotní pojištění jsou ve velkém držení soukromých firem. Desítky milionů Američanů si tak zdravotní péči nemohou dovolit.
Harrisová podpořila snahy o posílení pokrytí v rámci zákona o dostupné zdravotní péči, včetně stanovení stropů pro ceny léků na předpis, které si senioři hradí z kapes, na 2 000 dolarů a omezení nákladů na inzulín pro osoby se zdravotním postižením na 35 dolarů, které bylo uzákoněno v rámci zákona o snížení inflace. Harrisová byla zastáncem snahy Bílého domu o zákaz uvádění dluhů za zdravotní péči v úvěrových zprávách. Podpořila rozšířenou daňovou úlevu na děti přijatou v rámci zákona o americkém záchranném plánu z roku 2021, který snížil dětskou chudobu o 20 %. Harrisová vyjádřila podporu zpřístupnění péče o děti a seniory a uzákonění placené rodičovské dovolené. Dne 16. srpna 2024 oznámila návrh daňové úlevy na děti ve výši 6 000 dolarů.
Trump učinil ze zrušení zákona o dostupné zdravotní péči, známějšího jako Obamacare, klíčové téma voleb v roce 2024. Očekávalo se, že klíčovou roli v prezidentských volbách bude hrát otázka zdravotní a lékové politiky, včetně toho, zda by Spojené státy měly přejít na všeobecný systém zdravotní péče, a pandemie covidu-19. Podle Deseret News se Robert Kennedy jr. před volbami pokusil zmírnit svůj postoj proti vakcínám, když uvedl, že není proti všem vakcínám, a Billu Maherovi v rozhovoru řekl, že „jediné, co říkám, je, ať testujeme vakcíny jako jiné léky. To mi nepřipadá nerozumné.“ Cornel West chce zdravotní péči pro všechny.

### Práva LGBTQ+

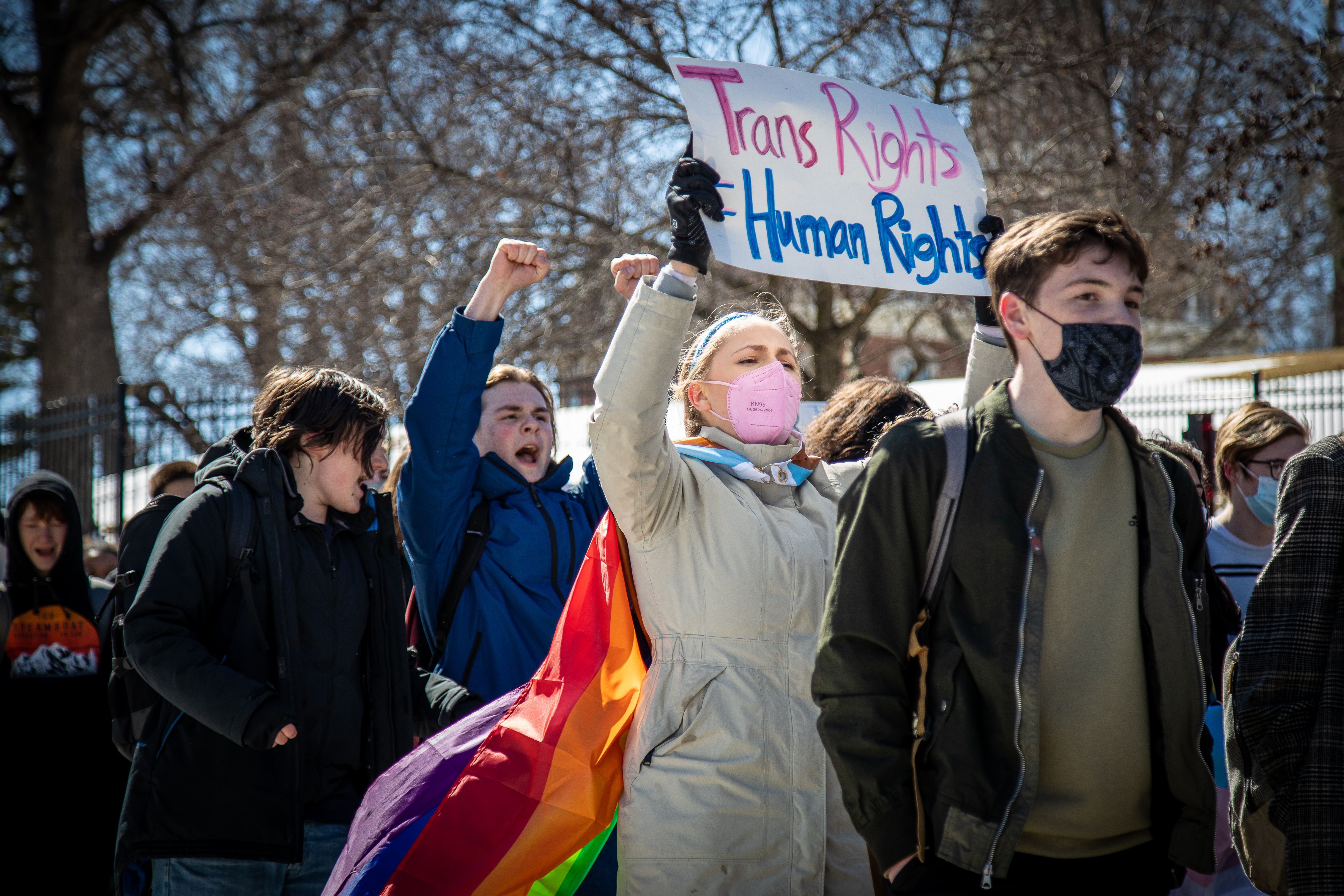
Studenti v Des Moines protestují proti zákonu proti trans lidem, který v roce 2022 podepsala republikánská guvernérka Kim Reynoldsová.

V posledních letech konzervativní politici ve státních zákonodárných sborech předkládají velké a stále rostoucí množství návrhů zákonů, které omezují práva LGBT osob, zejména transgenderových osob. Podporu konzervativní politici nacházejí zejména v ultrakonzervativních spolcích, například Moms for Liberty, 
Během svého prezidentského mandátu Joe Biden podepsal zákon o respektování manželství (Respect for Marriage Act), který do zákona zakotvil ochranu manželství osob stejného pohlaví a mezirasových manželství. Kromě toho podpořil zákon o rovnosti, jehož cílem je rozšířit zákon o občanských právech z roku 1964 tak, aby poskytoval ochranu na základě pohlavní identity a sexuální orientace v různých oblastech, například na pracovišti, v oblasti bydlení a zdravotní péče. V roce 2023 Biden nařídil federální vládě, aby poskytla státům strategie, jak zlepšit přístup LGBT komunity ke zdravotní péči a zdrojům prevence sebevražd.
Kamala Harrisová je silnou zastánkyní práv LGBT osob. Odsoudila legislativní útoky na práva trans komunity ve státech po celé zemi.
V únorovém volebním poselství Donald Trump uvedl, že v případě znovuzvolení přijme federální zákon, který bude uznávat pouze dvě pohlaví, prohlásil, že být transgender je pojem vymyšlený „radikální levicí“, a zavede téměř desítku politik, které budou zaměřeny proti transgender Američanům. Ron DeSantis jako guvernér Floridy podepsal několik zákonů namířených proti LGBT, včetně kontroverzního floridského zákona o rodičovských právech ve vzdělávání, kritiky označovaného jako zákon „Neříkej gay“ („Don't Say Gay“), který zakazuje mluvit o sexuální orientaci a genderové identitě na floridských veřejných školách.

### Náboženské hledisko
Výše popsaná témata rezonují i napříč náboženským spektrem, které je v USA rovněž určující silou a hlediskem při rozhodování voličů. Donald Trump dlouhodobě a systematicky mobilizuje konzervativní evangelikální voliče, a to až vyvoláváním strachu z úpadku tradičních hodnot. Podpoře se těší "tradiční" témata, jako je právo na držení zbraní, potratová politika, práva LGBTQ+ menšiny, podpora státu Izrael nebo imigrační politika. Rovněž červencový atentát na bývalého amerického prezidenta se navíc pro mnohé z nich stal znamením o "významné roli Donalda Trumpa v Božím plánu".Dle průzkumů získal Trump největší podporu (81 %) mezi bělošskými evangelikály (mezi všemi protestanty 72 % voličů), volilo jej také 61 % bílých katolíků. 

Nicméně na opačné straně spektra vznikla iniciativa „Evangelikálové pro Harrisovou“. Ta kritizuje některé Trumpovy postoje a vystupování, k nimž patří podle pozorovatelů opakované morální přešlapy, dehonestující rétorika, mesianismus nebo momentální váhavý přístup vůči federálnímu zákazu potratů. Kamala Harrisová získala více židovských voličů (78 %) i v porovnání s Joe Bidenem jde o výrazný posun. Mezi těmi, kteří se nehlásí k žádnému náboženství, demokratickou kandidátku volilo 71 % voličů.

## Demokratická strana

Výsledky primárek Demokratické strany 2024 podle vítězství kandidátů v unijních státech a teritoriích:
Joe Biden
Jason Palmer
zrušené primárky (Florida, Delaware)

Dne 25. dubna 2023 oznámil prezident Joe Biden kandidaturu ve volbách 2024, přičemž si jako spolukandidátku ponechal viceprezidentku Kamalu Harrisovou. Republikáni proto zesílili svou kritiku Harrisové od chvíle, kdy Biden oznámil záměr kandidovat. Během konce roku 2021, kdy se Biden potýkal s nízkou mírou popularity, se objevily spekulace, že nebude usilovat o znovuzvolení, a někteří významní demokraté (zástupci Carolyn Maloneyová, Tim Ryan a bývalý zástupce Joe Cunningham) veřejně vyzvali Bidena, aby nekandidoval. Kromě Bidenovy nepopularity se mnozí obávají jeho věku; ve věku 78 let byl nejstarší osobou, která se ujala úřadu, a na konci prvního funkčního období by mu bylo 82 let. V případě znovuzvolení by mu na konci druhého funkčního období bylo 86. Podle průzkumu NBC zveřejněného v dubnu 2023 se 70% Američanů - včetně 51% demokratů - domnívá, že by Biden neměl kandidovat na druhé funkční období. Téměř polovina uvedla, že je to kvůli jeho věku. Podle celostátního průměru průzkumů FiveThirtyEight je Bidenův současný rating 41 %, zatímco 55 % jej neschvaluje. Objevily se také spekulace, že Biden může čelit v primárkách některému členu progresivní frakce Demokratické strany. Poté, co demokraté překonali očekávání ve volbách 2022, se mnozí domnívali, že šance, že Biden bude kandidovat a získá nominaci strany, vzrostly.

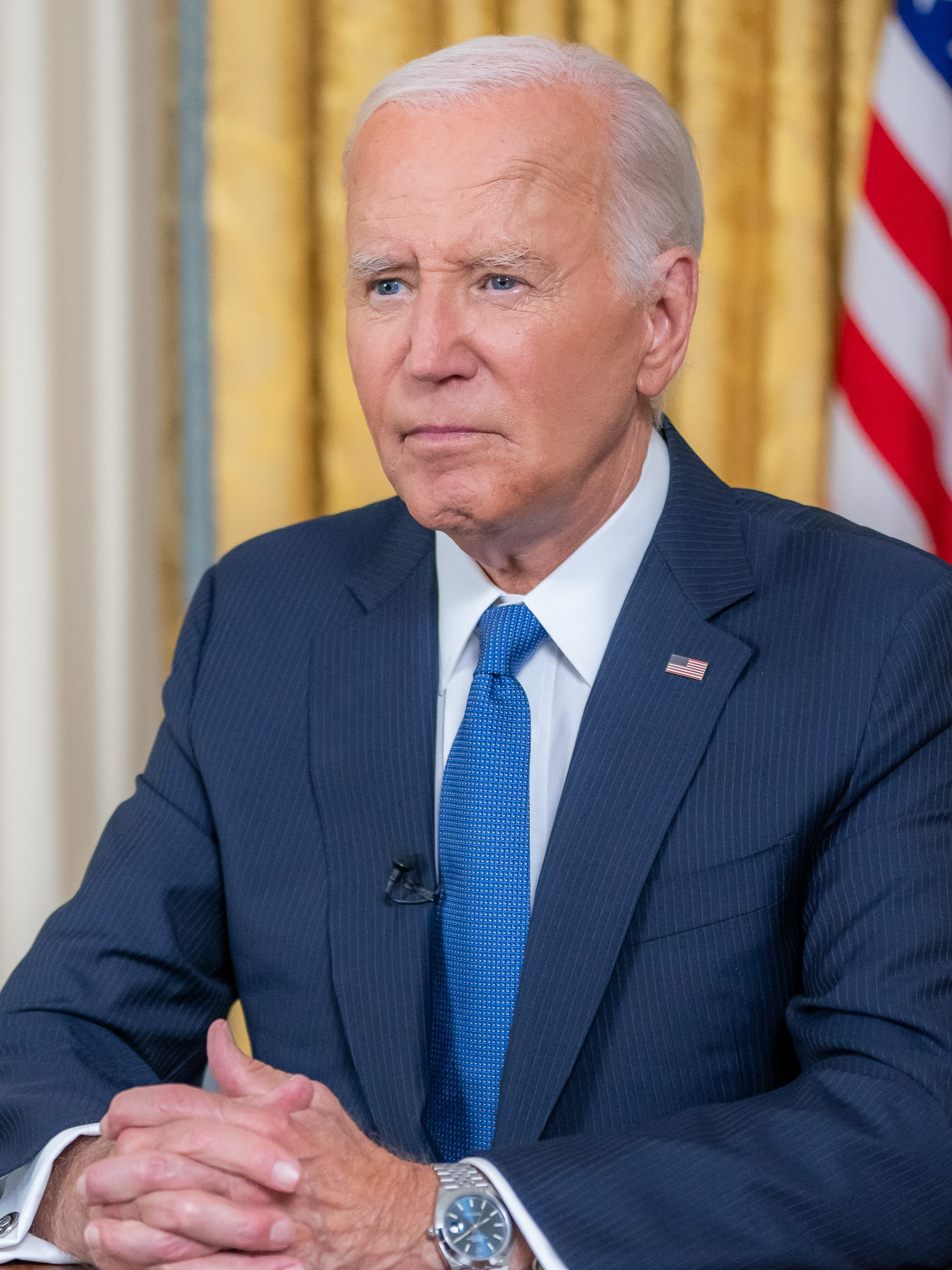
Joe Biden oznamuje svůj záměr odstoupit z volebního klání

Autorka a aktivistka Marianne Williamsonová oznámila kandidaturu v únoru 2023, tedy ještě předtím, než Biden oznámil vlastní kandidaturu na znovuzvolení. Williamsonová již dříve usilovala o demokratickou prezidentskou nominaci v roce 2020. V dubnu 2023 oznámil kandidaturu Robert F. Kennedy mladší, člen rodiny Kennedyů, právník, příznivec konspiračních teorií a spisovatel zabývající se životním prostředím. Od července 2023 se Kennedyho podpora v průměru průzkumů RealClearPolitics mezi pravděpodobnými voliči v demokratických primárkách pohybovala mezi 10 a 15 procenty. Dne 9. října 2023 Kennedy oznámil, že se vzdává účasti v demokratických primárkách a bude místo toho kandidovat jako nezávislý kandidát. Ačkoli byl Kennedy celoživotním demokratem, jeho čisté hodnocení mezi demokraty bylo výrazně nižší než jeho čisté hodnocení mezi republikánskými voliči. V průzkumu New York Times/Sienna College z konce července měl Kennedy mezi demokraty čisté hodnocení nesouhlasu 31%, ale mezi republikány čisté hodnocení souhlasu 36%. Dne 26. října oznámil kandidaturu proti Bidenovi člen Sněmovny reprezentantů za stát Minnesota Dean Phillips.
Dne 6. března 2024 Philips pozastavil kampaň poté, co předchozího večera v rámci volebního superúterý nevyhrál žádné primárky. Jedinými hlavními kandidáty na demokratickou prezidentskou nominaci zůstali Biden, Palmer a Williamsonová. Dne 13. března 2024 bylo oznámeno, že Joe Biden nasbíral dostatečný počet delegátů, aby vyhrál demokratické primárky a stal se tak předpokládaným kandidátem. Williamsonová opět ukončila kampaň 11. června 2024.

### Odstoupení Joe Bidena
Po televizní debatě dne 27. června 2024, v níž Biden hovořil zmatečně a nesrozumitelně, se objevily hlasy v Demokratické straně vyzývající Bidena k odstoupení. V reakci na tyto události dne 2. července vstoupila Williamsonová znovu do volebního boje. Dne 21. července 2024 Biden oznámil, že se stahuje z prezidentského klání, a umožnil tak Demokratické straně vybrat nového kandidáta. Do prezidentské nominace podpořil viceprezidentku Kamalu Harrisovou. Krátce poté Harrisová oznámila, že se bude ucházet o nominaci Demokratické strany v roce 2024.

### Kandidatura Kamaly Harrisové

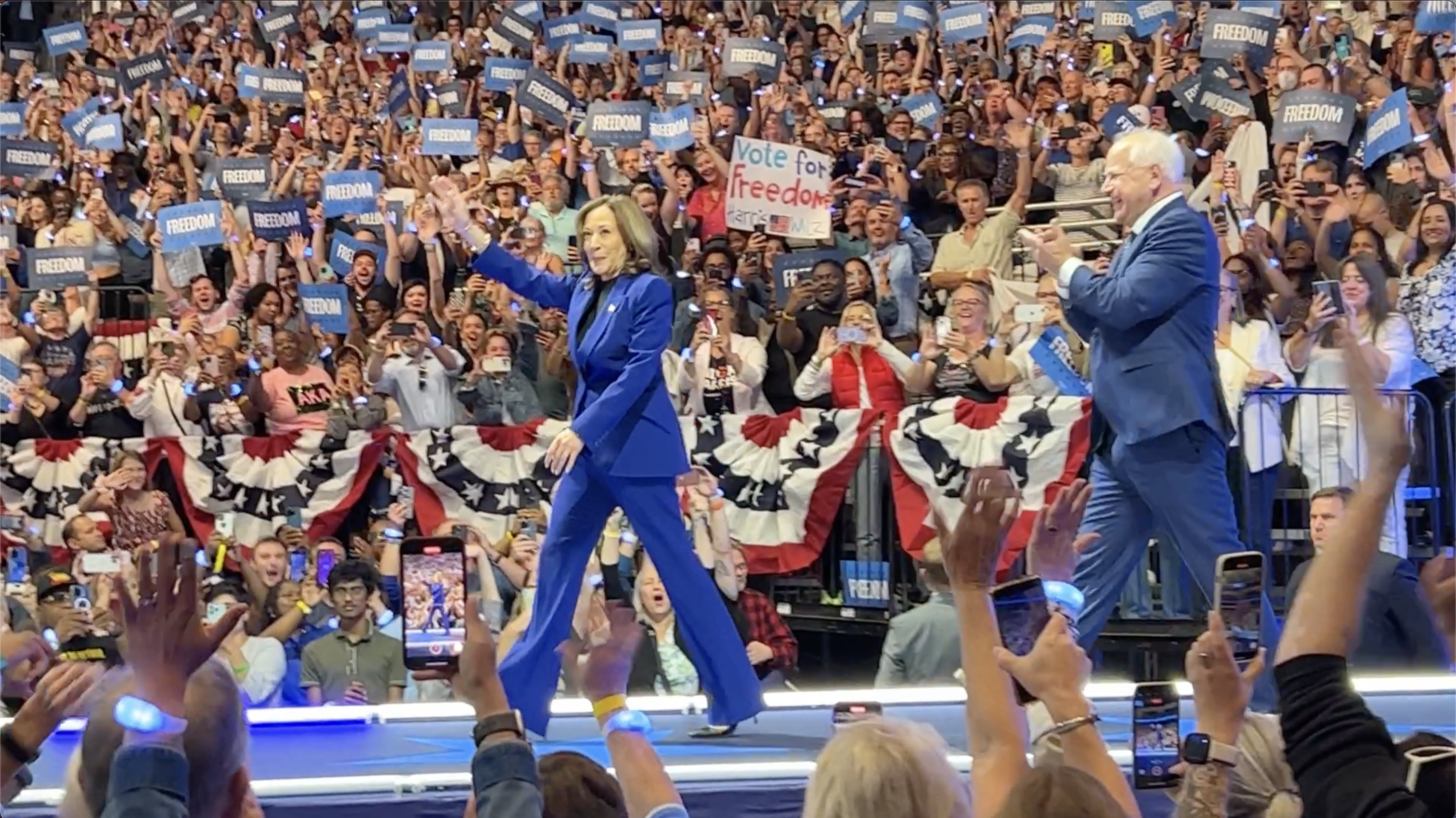
Příchod Kamaly Harrisové a Tima Walze na Národní sjezd Demokratů v Chicagu

Oficiální kandidátkou strany se viceprezidentka Kamala Harrisová stala 5. srpna 2024 po pětidenním virtuálním hlasování delegátů demokratického sjezdu. Delegáti Národního sjezdu Demokratické strany ji pak v této pozici potvrdili na konvenci konané 19. a 22. srpna téhož roku v chicagském United Center.
Dne 6. srpna 2024 si za svého spolukandidáta na post viceprezidenta vybrala bývalého vojenského důstojníka a guvernéra Minnesoty Tima Walze.

### Kandidáti
| Nominanti Demokratické strany     |                                  |
| Kamala Harrisová                  | Tim Walz                         |
| na prezidentku                    | na viceprezidenta                |
|                                   |                                  |
| 49. viceprezidentka USA (od 2021) | 41. guvernér Minnesoty (od 2019) |
| Kampaň                            |                                  |

| Jméno            | Datum a místo narození             | Zkušenosti                                                                                          | Zahájení kampaně  | Domovský stát | Kampaň | Vyhrané státy v primárkách | Delegáti        | Počet hlasů | Poznámky        |
| ---------------- | ---------------------------------- | --------------------------------------------------------------------------------------------------- | ----------------- | ------------- | ------ | -------------------------- | --------------- | ----------- | --------------- |
| Kamala Harrisová | 20. října 1964 Oakland, Kalifornie | právnička a politička 49. viceprezidentka USA (od 2021) Členka Senátu USA za Kalifornii (2017–2021) | 21. července 2024 | Kalifornie    | Kampaň | 0                          | 4 567 (98,87 %) | 0           | [ 203 ] [ 204 ] |

Vysvětlivky
1. 1 2  Harrisová zahájila kampaň až po ukončení primárek.
2. ↑  Virtuální volba delegátů.

### Odstoupili po ukončení primárek
| Jméno                  | Datum a místo narození                   | Zkušenosti                                                                                    | Zahájení kampaně                               | Ukončení kampaně                                | Domovský stát    | Kampaň            | Vyhrané státy v primárkách | Delegáti       | Počet hlasů         | Poznámky                |
| ---------------------- | ---------------------------------------- | --------------------------------------------------------------------------------------------- | ---------------------------------------------- | ----------------------------------------------- | ---------------- | ----------------- | -------------------------- | -------------- | ------------------- | ----------------------- |
| Marianne Williamsonová | 8. června 1952 Houston, Texas            | spisovatelka a aktivistka zakladatelka Project Angel Food kandidátka na prezidentku 2020      | 4. března 2023 28. února 2024 2. července 2024 | 7. února 2024 11. června 2024 29. července 2024 | Washington, D.C. | Kampaň            | 0                          | 0              | 473 761 (2,85 %)    | [ 205 ] [ 206 ] [ 207 ] |
| Joe Biden              | 20. listopadu 1942 Scranton, Pensylvánie | 46. prezident USA (od 2021) 47. viceprezident USA (2009–2017) senátor za Delaware (1973–2009) | 25. dubna 2023                                 | 21. července 2024 (podpořil Harrisovou)         | Delaware         | Kampaň Odstoupení | 49                         | 3 664 (98,9 %) | 13 477 101 (87,1 %) | [ 208 ] [ 196 ]         |

### Odstoupili během primárek
| Jméno         | Datum a místo narození               | Zkušenosti                                                                                     | Zahájení kampaně | Ukončení kampaně                                      | Domovský stát | Kampaň | Vyhrané státy v primárkách | Delegáti  | Počet hlasů      | Poznámky                |
| ------------- | ------------------------------------ | ---------------------------------------------------------------------------------------------- | ---------------- | ----------------------------------------------------- | ------------- | ------ | -------------------------- | --------- | ---------------- | ----------------------- |
| Dean Phillips | 20. ledna 1969 Saint Paul, Minnesota | člen sněmovny reprezentantů za Minnesotu (od 2019) CEO Phillips Distilling Company (2000–2012) | 26. října 2023   | 6. března 2024 (podpořil Bidena)                      | Minnesota     | Kampaň |                            | 4         | 529 664 (3,19 %) | [ 209 ] [ 210 ] [ 211 ] |
| Jason Palmer  | 1. prosince 1971 Aberdeen, Maryland  | investor venture kapitálu                                                                      | 22. října 2023   | 15. května 2024 (podpořil Bidena, později Harrisovou) | Maryland      | Kampaň | 1                          | 3 (0,1 %) | 20 975 (0,1 %)   | [ 212 ] [ 213 ]         |

### Kandidáti, kteří se vzdali kandidatury
| Jméno                 | Datum a místo narození          | Zkušenosti              | Zahájení kampaně | Ukončení kampaně                                          | Domovský stát | Kampaň | Poznámky        |
| --------------------- | ------------------------------- | ----------------------- | ---------------- | --------------------------------------------------------- | ------------- | ------ | --------------- |
| Robert F. Kennedy Jr. | 17. ledna 1954 Washington, D.C. | Environmentální právník | 19. dubna 2023   | 9. října 2023 v kampani pokračuje jako nezávislý kandidát | Kalifornie    | Kampaň | [ 214 ] [ 215 ] |

## Republikánská strana

Průzkum veřejného mínění k republikánským kandidátům

Donald Trump, 45. prezident USA, byl ve volbách v roce 2020 poražen Joem Bidenem. Rozhodl se kandidovat ve volbách v roce 2024, čímž se stal pátým bývalým prezidentem, který se ucházel o druhé (nenavazující) funkční období. V případě vítězství by se Trump stal po Groveru Clevelandovi z roku 1892 teprve druhým prezidentem, kterému se druhé nenavazující funkční období povedlo. Dne 15. listopadu 2022 podal prohlášení o kandidatuře u Federální volební komise (FEC) a téhož dne oznámil svou kandidaturu během projevu ve svém sídle v Mar-a-Lago. V březnu 2022 Trump oznámil, že pokud bude znovu kandidovat a získá republikánskou prezidentskou nominaci, jeho bývalý viceprezident Mike Pence nebude jeho spolukandidátem.
V březnu 2023 byl Trump obviněn kvůli platbám za mlčení herečce z filmů pro dospělé Stormy Daniels. V červnu byl Trump znovu obviněn kvůli nakládání s tajnými dokumenty, které obsahovaly materiály citlivé z hlediska národní bezpečnosti. Trump se ke všem obviněním souvisejícím s těmito obviněními přiznal.

Výsledky primárek Republikánské strany 2024 podle vítězství kandidátů v unijních státech a teritoriích:
Donald Trump
Nikki Haleyová

Floridský guvernér Ron DeSantis je považován za hlavního Trumpova vyzyvatele v boji o republikánskou nominaci; v první polovině roku 2022 získal více prostředků na kampaň a na konci roku 2022 měl příznivější čísla v průzkumech než Trump. Dne 24. května 2023 DeSantis oznámil svou kandidaturu na Twitteru v online rozhovoru s generálním ředitelem Twitteru Elonem Muskem. „Americký úpadek není nevyhnutelný, je to volba... Kandiduji na prezidenta Spojených států, abych vedl náš velký americký návrat,“ dodal DeSantis. Během první hodiny po oznámení kandidatury vybral 1 milion dolarů. V projevu v pořadu Fox & Friends prohlásil, že „zničí levičáctví“ ve Spojených státech. Na konci července 2023 měl podle celostátního průměru průzkumů republikánských primárek společností FiveThirtyEight Trump 52 % a DeSantis 15 %.
Po volebních shromážděních v Iowě, v nichž Trump s přehledem zvítězil, DeSantis a Ramaswamy odstoupili z volebního klání a podpořili Trumpa, takže jedinými zbývajícími hlavními kandidáty zůstali bývalý prezident a Nikki Haleyová, bývalá guvernérka Jižní Karolíny, která působila v Trumpově administrativě. Trump nadále vyhrával primárky, zatímco kampaň Haleyové se snažila nabrat na síle. Dne 6. března 2024, den poté, co Haleyová vyhrála pouze jedny primárky z patnácti během volebního superúterý, pozastavila svou kampaň. Trump se stal jediným zbývajícím hlavním kandidátem na republikánskou prezidentskou nominaci, čímž se stal předpokládaným kandidátem.
Dne 14. července 2024 byl na Donalda Trumpa spáchán neúspěšný atentát. Dne 15. července 2024 na Národním republikánském sjezdu v Milwaukee byl potvrzen kandidátem za republikány a zároveň oznámil, že jeho kandidátem na viceprezidenta bude senátor za Ohio, vyhraněný konzervativec, Trumpův bývalý odpůrce a odpůrce americké pomoci Ukrajině J. D. Vance.

### Vyřazení Trumpa z primárek pro nezpůsobilost k funkci prezidenta

#### Soudní rozhodnutí ve státě Colorado
Nejvyšší soud státu Colorado v prosinci 2023 rozhodl, že Donald Trump není způsobilý vykonávat funkci prezidenta USA a diskvalifikoval ho z hlasování v prezidentských primárkách v tomto státě. Soud rozhodl s odvoláním na 14. dodatek americké ústavy (Zaručení práv a výhod občanství) kvůli Trumpově podílu na násilnostech v sídle Kongresu 6. ledna 2021. Jako veřejný činitel, který přísahal věrnost ústavě, se dle soudu zapojil do vzpoury. 14. dodatek zakazuje zastávání „jakékoli funkce, civilní nebo vojenské“ komukoli, kdo dříve odpřisáhl věrnost ústavě a následně se dopustil „povstání nebo vzpoury proti témuž, nebo poskytl pomoc a útěchu nepřátelům“ ústavy. Trumpův volební štáb se proti diskvalifikaci odvolal k nejvyššímu soudu USA, který 4. března 2024 rozhodl o připuštění Trumpa k primárním volbám z důvodu, že státní soud nemůže omezit právo být volen do federálního úřadu. Soud však nerozhodoval o tom, zda 14. dodatek platí i pro prezidenta USA, ani o tom, zda se Trump zapojil do vzpoury.

#### Rozhodnutí státní tajemnice Maine
Koncem prosince 2023 státní tajemnice Maine Shenna Bellowsová diskvalifikovala Trumpa z hlasování v prezidentských primárkách v tomto státě s odvoláním na 14. dodatek americké ústavy. Bellowsová dospěla k závěru, že Trump podněcoval vzpouru, když šířil nepravdivá tvrzení o podvodech na voličích v prezidentských volbách v roce 2020 a poté vyzval své příznivce, aby pochodovali na Kapitol a zabránili zákonodárcům v potvrzení hlasování, což vedlo k útoku z 6. ledna 2021. Proti rozhodnutí se lze odvolat u mainského soudu, což Trumpův volební tým oznámil, že učiní.

#### Soudní rozhodnutí ve státě Illinois
Okresní soud v Chicagu, hlavním městě státu Illinois, rozhodl v únoru 2024 o vyloučení Donalda Trumpa z republikánských primárek, které by v Illinois měly proběhnout 15. března 2024. Důvodem byly události z 6. ledna 2021, které soud považuje za vzpouru. Trump se proti rozsudku odvolal.

### Kandidáti
| Nominanti Republikánské strany |                                     |
| Donald Trump                   | J. D. Vance                         |
| na prezidenta                  | na viceprezidenta                   |
|                                |                                     |
| 45. prezident USA (2017–2021)  | člen Senátu USA za Ohio (2023-2025) |
| Kampaň                         |                                     |

| Jméno        | Datum a místo narození                  | Zkušenosti                                                                | Zahájení kampaně   | Domovský stát | Kampaň                                                                           | Vyhrané státy v primárkách | Delegáti       | Počet hlasů         | Poznámky        |
| ------------ | --------------------------------------- | ------------------------------------------------------------------------- | ------------------ | ------------- | -------------------------------------------------------------------------------- | --- | -------------- | ------------------- | --------------- |
| Donald Trump | 14. června 1946 New York, stát New York | 45. prezident USA (2017–2021) Předseda The Trump Organization (1971–2017) | 15. listopadu 2022 | Florida       | KampaňNominace zajištěna: 12. března 2024 Oficiálně nominován: 15. července 2024 | 54 (AK, AL, AR, AS, AZ, CA, CO, CT, DE, FL, GA, GU, HI, IA, ID, IL, IN, KS, KY, LA, MA, MD, ME, MI, MN, MO, MP, MS, MT, NC, ND, NE, NH, NJ, NM, NV, NY, OH, OK, OR, PA, PR, RI, SC, SD, TN, TX, UT, VA, VI, WA, WI, WV, WY) | 2 268 (95,4 %) | 17 015 756 (76,4 %) | [ 236 ] [ 237 ] |

### Odstoupili během primárek
| Jméno           | Datum a místo narození                 | Zkušenosti | Zahájení kampaně | Ukončení kampaně                 | Domovský stát  | Kampaň | Počet delegátů | Získané státy | Počet hlasů         | Poznámky                        |
| --------------- | -------------------------------------- | --- | ---------------- | -------------------------------- | -------------- | ------ | -------------- | ------------- | ------------------- | ------------------------------- |
| Nikki Haleyová  | 20. ledna 1972 Bamberg, Jižní Karolína | Velvyslankyně USA při OSN (2017–2018) Guvernérka Jižní Karolíny (2011–2017) Členka Sněmovny reprezentantů Jižní Karolíny (2005–2011)         | 4. dubna 2023    | 6. března 2024                   | Jižní Karolína | Kampaň | 94             | 2 (DC, VT)    | 4 381 799 (19,68 %) | [ 241 ] [ 242 ] [ 243 ]         |
| Ron DeSantis    | 14. září 1978 Jacksonville, Florida    | Guvernér Floridy (od 2019) Člen Sněmovny reprezentantů za Floridu (2013–2018)                                                                | 24. května 2023  | 21. ledna 2024 (podpořil Trumpa) | Florida        | Kampaň | 9              | žádné         | 353 615 (1,6 %)     | [ 246 ] [ 247 ]                 |
| Asa Hutchinson  | 3. prosince 1950 Bentonville, Arkansas | Guvernér Arkansasu (2015–2023) Náměstek ministra pro vnitřní bezpečnost (2003–2005) Správce Úřadu pro kontrolu obchodu s drogami (2001–2003) | 6. dubna 2023    | 16. ledna 2024                   | Arkansas       | Kampaň | 0 (0 %)        | žádné         | 22 044 (0,1 %)      | [ 248 ] [ 250 ]                 |
| Vivek Ramaswamy | 9. srpna 1985 Cincinnati, Ohio         | Výkonný předseda Strive Asset Management (2022–2023) Výkonný ředitel Roivant Sciences (2014–2021)                                            | 21. února 2023   | 15. ledna 2024 (podpořil Trumpa) | Ohio           | Kampaň | 3              | žádné         | 96 954 (0,4 %)      | [ 251 ] [ 252 ] [ 253 ] [ 254 ] |

### Odstoupili před primárkami
| Jméno          | Datum a místo narození                         | Zkušenosti | Domovský stát  | Zahájení kampaně | Ukončení kampaně                   | Kampaň | Poznámky        |
| -------------- | ---------------------------------------------- | --- | -------------- | ---------------- | ---------------------------------- | ------ | --------------- |
| Chris Christie | 6. září 1962 Newark, New Jersey                | Guvernér New Jersey (2010–2018) Prezidentský kandidát v roce 2016 Státní zástupce obvodu New Jersey (2002–2008)                                      | New Jersey     | 6. června 2023   | 10. ledna 2024                     | Kampaň | [ 256 ]         |
| Doug Burgum    | 1. srpna 1956 Arthur, Severní Dakota           | Guvernér Severní Dakoty (od 2016) viceprezident Microsoft Business Solutions Group (2002–2007) Prezident Great Plains Software (1984–2001)           | Severní Dakota | 7. června 2023   | 4. prosince 2023                   | Kampaň | [ 259 ]         |
| Tim Scott      | 19. září 1965 North Charleston, Jižní Karolína | Senátor za Jižní Karolínu (od 2013) Člen Sněmovny reprezentantů za Jižní Karolínu (2011–2013) Člen sněmovny reprezentantů Jižní Karolíny (2009–2011) | Jižní Karolína | 19. května 2023  | 12. listopadu 2023                 | Kampaň | [ 261 ]         |
| Mike Pence     | 7. června 1959 Columbus, Indiana               | 48. viceprezident USA (2017–2021) Guvernér Indiany (2013–2017) Člen Sněmovny reprezentantů za Indianu (2001–2013)                                    | Indiana        | 5. června 2023   | 28. října 2023                     | Kampaň | [ 263 ]         |
| Larry Elder    | 27. dubna 1952 Los Angeles, Kalifornie         | Moderátor pořadu The Larry Elder Show (1993–2022) Kandidát na guvernéra Kalifornie v odvolaných volbách 2021                                         | Kalifornie     | 20. dubna 2023   | 26. října 2023(podpořil Trumpa)    | Kampaň | [ 265 ]         |
| Perry Johnson  | 23. ledna 1948 Dolton, Illinois                | Zakladatel společnosti Perry Johnson Registrar (od 1994) Diskvalifikovaný kandidát na guvernéra Michiganu 2022                                       | Michigan       | 2. března 2023   | 20. října 2023 (podpořil Trumpa)   | Kampaň | [ 267 ] [ 268 ] |
| Will Hurd      | 19. srpna 1977 San Antonio, Texas              | Člen Sněmovny reprezentantů za Texas (2015–2021) | Texas          | 22. června 2023  | 9. října 2023 (podpořil Haleyovou) | Kampaň | [ 270 ]         |
| Francis Suarez | 6. října 1977 Miami, Florida                   | Starosta Miami (od 2017) Člen městské rady Miami (2009–2017)                                                                                         | Florida        | 14. června 2023  | 29. srpna 2023                     | Kampaň | [ 272 ] [ 273 ] |

## Třetí strany a nezávislí kandidáti
Prezidentskou kandidaturu ohlásila řada nezávislých kandidátů a kandidátů třetích stran.
Robert F. Kennedy Jr., aktivista proti vakcínám a právník zabývající se ochranou životního prostředí, získal podporu nezávislých a antiestablishmentových voličů rozčarovaných z hlavního proudu americké politiky a v některých průzkumech získal pluralitu mezi nezávislými. Čelil kritice za podporu různých konspiračních teorií, zejména v souvislosti s atentátem na Johna F. Kennedyho a vakcínami proti covidu-19. Levicový aktivista a filozof Cornel West oznámil kampaň jako nezávislý poté, co původně ohlásil kandidaturu za Lidovou stranu a později za Stranu zelených. V některých průzkumech získal značnou podporu. Centristická politická organizace No Labels, která pomohla vytvořit dvoustranickou skupinu Problem Solvers Caucus ve Sněmovně reprezentantů Spojených států, rovněž uvedla, že by zvážila kandidaturu třetí strany, přičemž se odvolává na průzkumy veřejného mínění, které takového kandidáta podporují. Některé zavedené třetí strany, jako například Americká strana solidarity, Strana zákazu a Strana socialismu a svobody, oznámily, že ze svých řad vyberou kandidáta či kandidátku na prezidenta, zatímco jiné, jako například Libertariánská strana a Strana zelených, pořádají primárky.

### Významné stranické nominace

#### Libertariánská strana
Chase Oliver, obchodník, bývalý kandidát do Kongresu a politický aktivista byl zvolen Libertariánskou stranou jako její prezidentský kandidát dne 26. května 2024 na Národním sjezdu Libertariánů. Od května 2024 má strana přístup k volebním urnám v nejméně 37 státech s celkovým počtem 380 volebních hlasů. Jeho spolukandidátem je Mike ter Maat, ekonom a policista ve výslužbě.
| Nominanti Libertariánské strany       |                               |
| Chase Oliver                          | Mike ter Maat                 |
| na prezidenta                         | na viceprezidenta             |
|                                       |                               |
| vedoucí prodejny, politický aktivista | Ekonom, policista ve výslužbě |
| Kampaň                                |                               |

#### Strana Zelených
Jill Steinová dne 26. května 2024 oznámila, že její kampaň nasbírala dostatek delegátů, aby si zajistila nominaci Strany zelených, a stala se tak předpokládanou kandidátkou. Steinová byla kandidátkou strany již v letech 2012 a 2016. Je to lékařka a bývalá členka městské rady v Lexingtonu. Národní sjezd Zelených 2024 se konal 15. až 18. srpna 2024. Od června 2024 má Steinová přístup k volebním urnám jak na kandidátkách Strany zelených, tak na kandidátkách nezávislých v nejméně 22 státech s celkovým počtem 273 volitelů. Dne 16. srpna si Steinová vybrala jako spolukandidáta akademika Rudolpha „Butche“ Wareho.
| Nominanti Strany zelených            |                                  |
| Jill Steinová                        | Butch Ware                       |
| na prezidentku                       | na viceprezidenta                |
|                                      |                                  |
| Lékařka z Lexingtonu v Massachusetts | akademik a historik z Kalifornie |
| Kampaň                               |                                  |

#### S částečným přístupem k hlasovacím urnám
Tyto strany mají v některých státech přístup k volebním urnám (jejich kandidáti jsou zapsáni na volebních lístcích), ale ne dostatečný na to, aby získaly 270 hlasů a vyhrály prezidentské volby. Jedinou možností je tak dopsání kandidáta na volební lístek, což však vyžaduje mnohonásobně větší kampaň.
- Strana socialismu a svobody: Claudia de la Cruzová, politická aktivistka a Karina Garcia[284]
- Americká strana solidarity: Peter Sonski, politik z Connecticutu
- Strana zákazu: Michael Wood, podnikatel[285]

#### Bez přístupu
- Socialistická strana rovnosti: Joseph Kishore, spisovatel a politický aktivista
- Socialistická strana USA: Bill Stodden, výkonný pracovník neziskových organizací[286][287]
- Socialistická strana práce: Rachele Fruitová, odborářka
- Transhumanistická strana: Tom Ross, technologický a politický aktivista[288]

### Nezávislé nominace

#### Cornel West
Cornel West je filozof, socialistický aktivista a vysokoškolský profesor. Původně chtěl kandidovat za Lidovou stranu a později za Stranu zelených, přičemž v říjnu 2023 ohlásil kampaň jako nezávislý. Jeho spolukandidátkou je Melina Abdullahová, akademička a občanská aktivistka z Kalifornie.
| Nezávislý kandidát            |                         |
| Cornel West                   | Melina Abdullahová      |
| na prezidenta                 | bude oznámeno           |
|                               |                         |
| akademik, filozof a aktivista | akademička a aktivistka |
| Kampaň                        |                         |

#### Ostatní kandidáti
- Shiva Ayyadurai, inženýr, a aktivista proti vakcínám; kandidát do Senátu za stát Massachusetts v letech 2018 a 2020[289][290]
- Joseph "Afroman" Foreman, raper[291][292][293]
- Taylor Marshall, podcaster a spisovatel[292]

#### Kandidáti, kteří odstoupili
Robert F. Kennedy Jr. se původně ucházel o kandidaturu za Demokratickou stranu. Jedná se o syna zastřeleného senátora Roberta Kennedyho, který se zabývá ochranou životního prostředí a též propagací různých konspiračních teorií, zejména pak těch o očkování. Podporu získal mezi nezávislými a antiestablishmentovými voliči naštvanými z hlavních politických stran USA. Jeho průzkumy veřejného mínění byly v listopadu 2023 na nejvyšší úrovni pro kandidáta mimo dvě hlavní strany od roku 1992.
Dne 26. března 2024 Kennedy oznámil, že jeho spolukandidátkou bude Nicole Shanahan, advokátka z Kalifornie.
Robert F. Kennedy Jr. dne 23. srpna 2024 odstoupil ze své kandidatury ve většině unijních států. Zároveň podpořil kandidáta republikánů Donalda Trumpa.

## Předvolební debaty
V dubnu 2022 Republikánský národní výbor jednomyslně odhlasoval vystoupení z Komise pro prezidentské debaty (CPD). V květnu 2024 Bidenova kampaň navrhla uspořádání dvou debat mimo harmonogram CPD a odmítla účast v debatách pořádaných CPD. Biden a Trump souhlasili s debatami na televizní stanici CNN 27. června a na ABC News 10. září 2024.
| Typ debaty       | datum           | místo konání                 | město                   | moderátor                        | demokrat         | republikán   |
| ---------------- | --------------- | ---------------------------- | ----------------------- | -------------------------------- | ---------------- | ------------ |
| Prezidentská     | 27. června 2024 | Techwood Turner Campus       | Atlanta, Georgie        | Dana Bash Jake Tapper            | Joe Biden        | Donald Trump |
| Prezidentská     | 10. září 2024   | National Constitution Center | Filadelfie, Pensylvánie | David Muir Linsey Davis          | Kamala Harrisová | Donald Trump |
| Viceprezidentská | 1. října 2024   | bude oznámeno                | New York, New York      | Margaret Brennan Norah O'Donnell | Tim Walz         | J. D. Vance  |

### 27. června: Biden vs Trump
Televizní stanice CNN uspořádala 27. června první velkou debatu, kterou sledovalo 51 milionů diváků. Podle kritérií udaných CNN se jí mohli zúčastnit pouze Joe Biden a Donald Trump. Debatu moderovali Dana Bash a Jake Tapper. Média charakterizovala Bidenovo vystoupení v debatě jako „katastrofu“. Někteří odborníci poznamenali, že často ztrácel myšlenky, dával zmatené odpovědi a mnohdy mu ani nebylo rozumět. G. Elliott Morris a Kaleigh Rogersová z televizní stanice ABC tvrdili, že Biden nedokázal voliče ujistit, že je schopen vykonávat funkci prezidenta další čtyři roky. Po debatě představitelé Demokratické strany, straničtí stratégové a fundraiseři hovořili o nahrazení Bidena na postu stranického kandidáta, včetně toho, zda by prominentní demokraté neměli učinit veřejné prohlášení, v němž by ho požádali, aby z volebního boje odstoupil. Krátce poté Biden prohlásil, že se kandidatury nevzdá a jeho setrvání v kandidatuře podpořili bývalý prezident Barack Obama, bývalá prezidentská kandidátka Hillary Clintonová i jeho manželka Jill Bidenová. Nakonec se však Joe Biden 21. července kandidatury vzdal.

### 10. září: Harrisová vs Trump
Druhá prezidentská debata mezi Donaldem Trumpem a Kamalou Harrisovou, která nahradila Bidena jako kandidátka Demokratické strany, byla naplánována na 10. září 2024 a měla ji hostovat televizní stanice ABC News. U této debaty bylo uvažováno o tom, že do ní bude připuštěn i nezávislý kandidát Robert F. Kennedy Jr. Dne 2. srpna 2024 Trump oznámil, že od této debaty odstupuje, protože souhlasil pouze s debatou s Bidenem, nikoli s Harrisovou. Dne 8. srpna 2024 však televize ABC oznámila, že oba kandidáti nakonec souhlasili s uspořádáním debaty podle původního plánu. Žádné podrobnosti o místě konání nebyly zprvu oznámeny. Moderátory měli být David Muir a Linsey Davis. Později Trump podmínil svou účast v debatě účastí Harrisové v dalších navrhovaných debatách. Dne 15. srpna Harrisové kampaň uvedla, že druhá debata navržená na říjen bude podmíněna tím, že se Trump „skutečně dostaví“ na debatu 10. září.

### 1. října: Viceprezidentská debata
Dne 15. srpna 2024 se kandidáti na viceprezidenta J. D. Vance a Tim Walz dohodli na debatě pořádané CBS News, která se posléze odehrála dne 1. října 2024, ačkoli Vance dříve uvedl, že se jí zúčastní pouze za určitých podmínek (například za podmínky uskutečnění více debat).

## Výsledky
| Kandidát na prezidenta | Strana             | Domovský stát      | Počet hlasů        | Počet hlasů        | Volitelů | Spolukandidát              | Spolukandidát | Spolukandidát |
| Kandidát na prezidenta | Strana             | Domovský stát      | Počet              | Podíl              | Volitelů | Kandidát na viceprezidenta | Domovský stát | Volitelů      |
| ---------------------- | ------------------ | ------------------ | ------------------ | ------------------ | -------- | -------------------------- | ------------- | ------------- |
| Donald Trump           | Republikánská      | Florida            | 77 302 580         | 49,80 %            | 312      | J. D. Vance                | Ohio          | 312           |
| Kamala Harrisová       | Demokratická       | Kalifornie         | 75 017 613         | 48,32 %            | 226      | Tim Walz                   | Minnesota     | 226           |
| Jill Steinová          | Zelení             | Massachusetts      | 862 049            | 0,56 %             | 0        | Butch Ware                 | Kalifornie    | 0             |
| Robert F. Kennedy Jr.  | Nezávislý          | Kalifornie         | 756 393            | 0,49 %             | 0        | Nicole Shanahanová         | Kalifornie    | 0             |
| Chase Oliver           | Libertariánská     | Georgie            | 650 126            | 0,42 %             | 0        | Mike ter Maat              | Virginie      | 0             |
| Ostatní                | Ostatní            | Ostatní            | 649 541            | 0,42 %             | —        | Ostatní                    | Ostatní       | —             |
| Celkem                 | Celkem             | Celkem             | 155 238 302        | 100 %              | 538      |                            |               | 538           |
| Potřeba ke zvolení     | Potřeba ke zvolení | Potřeba ke zvolení | Potřeba ke zvolení | Potřeba ke zvolení | 270      |                            |               | 270           |